# Sonoita AVA
Sonoita AVA ist ein seit dem 26. Oktober 1984 durch das Bureau of Alcohol, Tobacco, Firearms and Explosives  anerkanntes Weinbaugebiet im US-Bundesstaat Arizona.

## Lage
Die  American Viticultural Area Sonoita liegt im Südosten von Arizona, südlich der Metropolregion von Tucson. Das Anbaugebiet umgeben die Gebirgsketten Huachuca Mountains, Santa Rita Mountains und Whetstone Mountains. Die Rebflächen befinden sich auf einer Höhe von 1400 bis 1500 m und gehören damit zu den höchstgelegenen auf dem nordamerikanischen Kontinent. Die Gegend ist dünn besiedelt. Größte Ortschaft ist Patagonia (ca. 900 Einwohner) am Sonoita Creek. Der Boden ist ein Schwemmkegel aus kieshaltigem Lehm, der über ein gutes Wasserrückhaltevermögen verfügt.